# Loukman Ali
Loukman Ali es un director de fotografía, guionista, director de cine, productor y diseñador gráfico ugandés. Su debut como director fue Monday seguido de The Bad Mexican, estrenado en 2017. La película fue nominada en varios festivales, incluido el Festival Internacional de Cine Amakula. Otros de sus proyectos importantes incluyen The girl in the yellow jumper, The Blind Date y Sixteen Rounds. Es conocido por trabajar frecuentemente con el actor Michael Wawuyo Jr. y el cineasta Usama Mukwaya.

### Carrera

#### The Girl in the Yellow Jumper
The girl in the yellow jumper fue su debut cinematográfico. La película se iba a estrenar inicialmente el 15 de abril de 2020, pero se pospuso debido al COVID-19. Sin embargo, tendrá su estreno mundial en el Urbanworld Film Festival durante su 25 aniversario.

#### The Blind Date,Sixteen Rounds
En colaboración con el cineasta Usama Mukwaya, The Blind Date es el primero de los tres episodios destinados a hacer una especie de antología. El cortometraje presenta a Martha Kay junto a Michael Wawuyo Jr., Raymond Rushabiro, Riverdan Rugaaju, Patriq Nkakalukanyi y Allen Musumba. Un episodio de seguimiento titulado Sixteen Rounds se estrenó el 16 de septiembre de 2021. El corto de 37 minutos presenta nuevamente a Michael Wawuyo Jr. y a Natasha Sinayobye en los papeles principales. Loukman anunció en octubre que se estaba preparando un proyecto basado en la historia de Sixteen rounds.

## Filmografía
| Año  | Título                        | Acreditado como | Acreditado como | Acreditado como | Notas |
| Año  | Título                        | Director        | Productor       | Guionista       | Notas |
| ---- | ----------------------------- | --------------- | --------------- | --------------- | ----- |
| 2017 | The Bad Mexican               | Sí              | Sí              | Sí              | [ 3 ] |
| 2020 | The girl in the yellow jumper | Sí              | Sí              | Sí              | [ 6 ] |
| 2021 | The Blind Date                | Sí              | No              | Sí              |       |
| 2021 | Sixteen Rounds                | Sí              | Sí              | Sí              |       |
| TBA  | Captain Ddamba                | Sí              | No              | Sí              |       |

## Premios y nominaciones
- 2021: Mejor cortometraje, Festival de Cine de Uganda[9][10][11]

- 2021: Mejor cortometraje, 42 Festival Internacional de Cine de Durban[12]